# 愛宕通直
愛宕通直（おたぎ みちなお、延享4年（1747年）11月28日 - 文化14年（1817年）7月19日）は、江戸時代後期の公卿。

## 官歴
- 宝暦11年（1761年）：宮内少輔
- 明和元年（1764年）：従五位上
- 明和5年（1768年）：正五位下、民部大輔
- 安永元年（1772年）：従四位下
- 安永2年（1773年）：右近衛権少将
- 安永5年（1776年）：従四位上
- 安永9年（1780年）：正四位下
- 天明元年（1781年）：右近衛権中将
- 天明4年（1784年）：従三位
- 寛政2年（1790年）：正三位
- 寛政11年（1799年）：参議
- 文化2年（1805年）：従二位、権中納言
- 文化8年（1811年）：権大納言
- 文化9年（1812年）：正二位

## 系譜
- 父：愛宕通敬
- 子：愛宕通典